# داینیپون اسکرین
داینیپون اسکرین (انگلیسی: Dainippon Screen) شرکت الکترونیک ژاپنی است، که در سال ۱۸۶۸ تأسیس شد.